# يوهان كاسبار فوغلر
يوهان كاسبار فوغلر (بالألمانية: Johann Caspar Vogler)‏ هو ملحن ألماني، ولد في 23 مايو 1696 في آرنشتات في ألمانيا، وتوفي في 3 يونيو 1763 في فايمار في ألمانيا.